# ZARD
ZARD (Japans: ザード, Zado), de eerste jaren ook bekend als WEZARD, was een Japanse pop- en rockgroep met oorspronkelijk vijf leden waarvan vanaf 1993 alleen zangeres/songwriter Izumi Sakai was overgebleven. Sakai stierf in 2007 aan de gevolgen van de val van een trap.
ZARD debuteerde als een groep met vijf leden op 10 februari 1991 met de single Good-bye My Loneliness. Tussen 1991 en 1993 verliet iedereen behalve zangeres Izumi Sakai de groep. ZARD was altijd een vrij mysterieuze groep; hun platenlabel gaf maar weinig informatie vrij en na 1993 verscheen de zeer verlegen Izumi Sakai maar zeer zelden op televisie of in het openbaar.
ZARD was de meest succesvolle Japanse solo-zangeres van de jaren negentig. Van het album Blend (1997) werden 2.500.000 exemplaren verkocht. ZARD heeft in totaal 42 singles en 17 albums uitgebracht: 11 singles en 9 albums bereikten in Japan de eerste plaats in de Oricon-hitlijst.
Izumi Sakai schreef alle ZARD-nummers zelf, op de eerste single na. Ook schreef ze diverse gedichtenbundels en liedjes voor andere groepen. ZARD-nummers werden gebruikt als titelsongs van diverse anime-series, waaronder Detective Conan en Dragonball GT. Haar eerste concert gaf ze pas in 1999: een besloten optreden op een cruiseschip voor 600 personen (er waren 2.000.000 aanvragen voor de kaartjes). In maart 2004 verscheen Sakai Izumi op de cover van Music Freaks, met in dat blad een 14 pagina's tellend interview, wat Izumi's grootste verschijning in de media ooit zou zijn. In datzelfde jaar, 13 jaar na haar debuut in 1991, ging ze voor het eerst op tournee: deze what a beautiful moment tour van tien concerten was een groot succes.
In juni 2006 werd Sakai opgenomen in het Keio academisch ziekenhuis nadat bij haar baarmoederhalskanker was geconstateerd. De tumor werd verwijderd en ze werd uit het ziekenhuis ontslagen. In april 2007 werd ontdekt dat er uitzaaiingen in de longen waren ontstaan, waardoor ze opnieuw moest worden opgenomen. De behandeling sloeg goed aan en elke ochtend ging ze een stukje wandelen. Toen ze op 26 mei terugkeerde van een wandeling gleed ze uit over de natte trap. Ze viel zo'n drie meter omlaag en werd door een voorbijganger rond 5:40 uur gevonden. Ze werd met zwaar hoofdletsel bij de eerste hulp binnengebracht en stierf de volgende dag aan haar verwondingen.
Er waren geruchten dat ze zelfmoord heeft gepleegd, maar die werden door haar management krachtig ontkend.